# Stallion Laguna FC
El Stallion Laguna Football Club és un club de futbol filipí de la ciutat de Biñan.

## Història
Va ser fundat el 2002 a Barotac Nuevo amb el nom Stallion Football Club. Va jugar a la United Football League, ascendint a primera divisió el 2011. Dos anys més tard es proclamà campió de la lliga filipina. El 2016 es traslladà a Biñan i fou escollit per disputar la Philippines Football League (PFL) el 2017.

## Palmarès
- United Football League

2013
- UFL Cup

2012